# Gustavo Venturi
Gustavo Venturi (4. února 1830 Rovereto – 5. června 1898 Trento) byl rakouský botanik a politik italské národnosti z Tyrolska (respektive z Jižního Tyrolska), v 2. polovině 19. století poslanec Říšské rady.

## Biografie
Působil jako advokát v Trentu. Byl ale činný též jako botanik. Spolupracoval na ročence Alpinisti Trentini a publikoval studii Ladinia. V ní se zaměřoval na dialektologický rozbor východní ladinštiny.
Byl také poslancem Říšské rady (celostátního parlamentu Předlitavska), kam nastoupil v prvních přímých volbách roku 1873 za kurii venkovských obcí v Tyrolsku, obvod Cles, Fondo, Cavalese atd. Rezignaci oznámil dopisem 23. června 1877. V roce 1873 se uvádí jako rytíř Dr. Gustav Venturi, advokát, bytem Trento. Z vídeňského parlamentu odešel v rámci hromadné vlny rezignací některých italských poslanců.
V roce 1873 zastupoval v parlamentu ústavověrný blok. V listopadu 1873 je uváděn jako jeden z 67 členů staroliberálního poslaneckého Klubu levice, vedeného Eduardem Herbstem. Patřil k italské liberální straně. V roce 1875 za ni neúspěšně kandidoval i na Tyrolský zemský sněm. Předtím se v roce 1874 uvádí jako poslanec Tyrolského zemského sněmu, nicméně jednání sněmu se v rámci skupiny osmi poslanců z etnicky italské části Tyrolska neúčastnil a byl vyzván dostavení se, jinak měly být vypsány nové volby. V září 1874 na poradě italských liberálů odmítl vstup na sněm. Trval na autonomii pro italskou část Tyrolska.